# F.J. Hansen
Frantz Johannes Hansen (4. september 1810 i København – 14. marts 1852 sammesteds) var en dansk forfatter og musikamatør.
Hansen var elev af Weyse og blev en dygtig pianist, men komponerede også flere mindre musikstykker, blandt andet 6 Galopper til Studenterforeningen (1836). Han viste produktive og poetiske gaver så tidlig, at han allerede ved sin dimission fra Metropolitanskolen 1828 regnedes for en af årets "4 store Poeter". De forventninger, der knyttedes til ham, blev dog kun i ringere Grad opfyldte. I studenterårene udgav Hansen nogle digte (1832) og et par hæfter Læsning for den fine Verden, der kendetegner ham som en litterær epigon, det gav ham for øvrigt øgenavnet "Fine Hansen". Han har let ved at give sine tanker udtryk, men de er hverken synderlig dybe eller originale. 1834 bekvemmede Hansen sig til at tage juridisk embedseksamen, der senere skaffede ham en beskeden kancellistplads, først i Arkivkontoret og efter 1848 i Justitsministeriet.
Hansen, der var en friluftsnatur, som dårlig kunne forlige sig med kontorlivets evig det samme, følte sig næppe lykkelig i den bundne stilling. Sin fritid benyttede han til at fortsætte sin litterære produktion: 1839 udsendte han et bind Romantiske Digtninge, hvori "Korsaren og hans Brud", det digt, der almindelig regnes for hans bedste; i 1840'erne nogle med en vis elskværdighed fortalte Humoristiske Noveller, og under pseudonymet Torkel Trane sit største prosaarbejde, romanen Let Sind og Letsind. Hansen forsøgte sig også som dramatisk forfatter med flere vaudeviller, der kom frem på det kongelige Teater, men med afgjort uheld. Et enakts-lystspil Den lille Hemmelighed opførtes nogle gange på Dagmarteatret 1894 — H.H. Nyegaard udgav efter Hansens død en samling Lyriske Digte (1852) med en fortale, der giver en kort levnedsskildring af forfatteren, F.L. Liebenberg 1857 hans samlede Poetiske Skrifter. Han er begravet på Assistens Kirkegård.